# Eik IF
El Eik IF es un equipo de fútbol de Noruega que juega en la Tercera División de Noruega, la cuarta categoría de fútbol en el país.

## Historia
Fue fundado el 14 de marzo de 1928 en el distrito de Eik de la municipalidad de Sem en la provincia de Tonsberg, aunque el club se volvió relevante hasta la temporada de 1959/60 en la que ocupó el tercer lugar en la Tippeligaen al vencer en el partido por el bronce al Valerenga Fotball.
En la temporada 1960/61 el club juega la final de la Tippeligaen, la cual pierden ante el Fredrikstad FK. El club juega por primera vez a nivel profesional en la Tippeligaen en 1982, donde permanecieron hasta 1985. En 1997 el club retorna a la Tippeligaen, en donde permanecen hasta su descenso en el 2000.
El 10 de octubre de 2011 nace el FK Tonsberg, el cual es su equipo filial, convirtiendo al Eik IF en el club de fútbol más fuerte de la región.

## Palmarés
- Tercera División de Noruega: 3

2003, 2004, 2005

## Jugadores

### Jugadores destacados
- Arne Natland
- Geir Johansen.[1]